# جبل موكو
جبل موكو (بالبرتغالية: Morro do Moco)، يبلغ ارتفاعه 2620 مترًا (8600 قدم)، هو أعلى جبل في أنغولا. يقع في مقاطعة هوامبو في الجزء الغربي من البلاد، على بعد 70 كيلومترًا (43 ميلًا) غرب مدينة هوامبو. أُختير جبل موكو كواحد من "عجائب أنغولا السبع" في عام 2014. الجبل هو وجهة لمراقبي الطيور، والمتنزهين، والأشخاص الذين يمارسون رياضة الهبوط بالمظلات والطيران الشراعي.